# Ligklædet i Torino
Ligklædet i Torino, der af nogle kristne troende regnes for Jesu ligklæde, er et 4 meter langt og 1 meter bredt klæde af linned, med et aftryk eller billede af en korsfæstet og mishandlet mandekrop. Det opbevares i Johannesdøber Domkirken i Torino i Italien.
Aftrykket på klædet viser mærker efter sår og blod på hænder, hoved og højre side af brystet, og stemmer overens med Bibelens beskrivelser af Jesu korsfæstelse. Derfor er der mange, særligt indenfor den katolske kirke, der mener at ligklædet i Torino er det klæde som Jesus blev svøbt i, da han blev lagt i graven, og at billedet derfor er et direkte aftryk af Jesus, angiveligt opstået ved stærk stråling i opstandelsesøjeblikket. Der er imidlertid få oplysninger om klædets historie før 1357, hvor den franske adelsmand Godefrey gav klædet til augustinerklosteret i Lirey i Frankrig. I løbet af senmiddelalderen skiftede klædet ejere flere gange og endte i 1578 i kapellet i domkirken i Torino. Klædet er blevet beskadiget ved flere brande, blandt andet i 1532, men er velbevaret trods dette.
Klædet opbevares i en supersikret boks i domkirken i Torino og fremvises kun for offentligheden ved sjældne lejligheder. Sidste gang var i år 2000 og næste gange det vises for offentligheden vil ifølge den katolske kirke blive fra 19. april til 24. juni 2015.

## Ægte eller falsk?
Der er stor uenighed blandt videnskabsfolk og amatørforskere, om hvordan og hvornår billedet er opstået. Kritikere mener, det drejer sig om et menneskeskabt værk fra middelalderen, enten et falskneri eller et fromt billede, som senere er blevet fejlfortolket. De vigtigste argumenter mod klædets ægthed er et brev skrevet i middelalderen fra en biskop til paven i Avignon, hvor det blev hævdet at billedet var malet for at skaffe penge fra pilgrimme, samt en kulstof-14 undersøgelse fra 1988 har dateret ligklædet til mellem 1260 og 1390. En forsker, Walter McCrone, har konkluderet efter mikroskopanalyse at det drejer sig om et billede lavet med almindelige farvepigmenter.
Argumenterne for at det er et ægte relikvie fra Jesus kan sammenfattes i to grupper. Den ene er selve klædet. Mange ting peger på at det er ægte bl.a. motivets mange detaljer, som alle er anatomisk korrekte, usædvanlige detaljer i billedet som var ukendt for middelaldermennesket (fx mærker efter tornekronen og piskningen), pollenanalyse, selve tekstilet samt objektive indikationer på at kulstof-14 undersøgelsen fra 1988 blev fejlagtig udført, bl.a. at den blev lavet af stof fra en senere reparation af ligklædet (som man først opdagede senere). Den anden grupper af argumenter er, at hvis det er uægte, så ved man ikke, hvordan det i så fald skulle være udført. Ingen har kunnet eftergøre billedet, og langt de fleste hidtidige hypoteser om motivets tilblivelse kan meget nemt afvises: Det er fx hverken et maleri eller et fotografi.

## Ligklædeforskere
Omkring 100 forskere fra forskellige videnskabelige områder har dannet en international arbejdsgruppe, der forsker i ligklædet. Erfaringer og resultater udveksles via internettet og to årlige konferencer. Sammenslutningen hedder Shroud Science Group (ligklædets videnskabsgruppe) og tæller blandt andet arkæologer, læger, botanikere, tekstileksperter, retsmedicinere, krikologler, kemikere og atomforskere. Det eneste danske medlem er praktiserende læge Niels Svensson.

## Ekstern henvisning
- Ligklaedet.dk
- Shroud Science Group Arkiveret 31. juli 2018 hos  Wayback Machine